# Ан-Насір ібн Алнас
Ан-Насір ібн Алнас (араб. الناصر بن الناس; д/н — 1088) — 5-й султан держави Хаммадідів у 1062—1088 роках.

## Життєпис
Син Алнаса і онук Хаммада, засновника держави. У 1062 році влаштував змову проти свого двоюрідного брата — султана Булуггіна ібн Мухаммада, після загибелі якого став володарем держави. Призначив сина Юсуфа намісником в Аширі, іншого сина Абдаллаха — в Алжирі, брата Бельбара — в Константіні, ще одного брата Кабаба — намісником Міліани, а брату Хамзі віддав Н'Гаус.
Потім захопив Біскру, яка повстала проти Булуггіна ібн Алнаса, який відсторонив від посад представників племені бану-руманна, замінивши їх бану-сінді. За завершенням кампанії наказав стратити візира Халаф ібн Абу Гайдара, якого підозрював у змові.
Спрямував основні зусилля проти бедуїнів племені Бану-хілял та Зірідів. В результаті 1063 року залишив межі Феського емірату. Втім вдалося зміцнити зверхність над Хурасанідами в Тунісі. Хамму ібн Малілом, еміром Сфаксу, Ях'єю ібн Ватасом, мукадамом Кастіли (захід Іфрикії). Водночас хілял розкололася на два племені бану-атбаджі, що стало на бік Хаммадідів, та бану-ріях, яке поступило на службу до Зірідів. Після цього Ан-Насір вступився у боротьбу за Сус й Кайруан. Спочатку хаммадідське військо зайняло ці міста. Але 1064 року втратило Сус. 1065 року Ан-Насір зазнав нищівної поразки від Зірідів в битві біля Сабіби, внаслідок чого Кайруан перейшов під владу останніх. 1067 року було втрачено вплив в Тунісі.
Водночас все більше перебував поза межами столиці Бені-Хаммад, яка зазнавала загрози з боку хілял-атбаджі. В результаті 1067 року в землях берберів-біджай на місці рибальського поселення заснував свою резиденцію Насірія (Беджая).1068 року в союзі з хілял зумів захопити Кайруан й Ларіб, але не зміг їх утримати. 1069 року тут звів Каср аль-Лул (палац перлин).
1075 році бербери племен маграва й ізмарт в союзі із хілял-атбаджі підняли повстання на чолі із Аль-Мунтасиром ібн Хазруном, захопивши міста Мсіла і Ашир. До них приєдналися бербери-туджин. В результаті центральний Магриб було сильно сплюндровано. Резиденцією повсталих стало міста Вагланат (на південь від Біскри). Втім 1076 року син султана — аль-Мансур — переміг повсталих. Невдовзі підступом було схоплено Аль-Мунтасира й страчено.

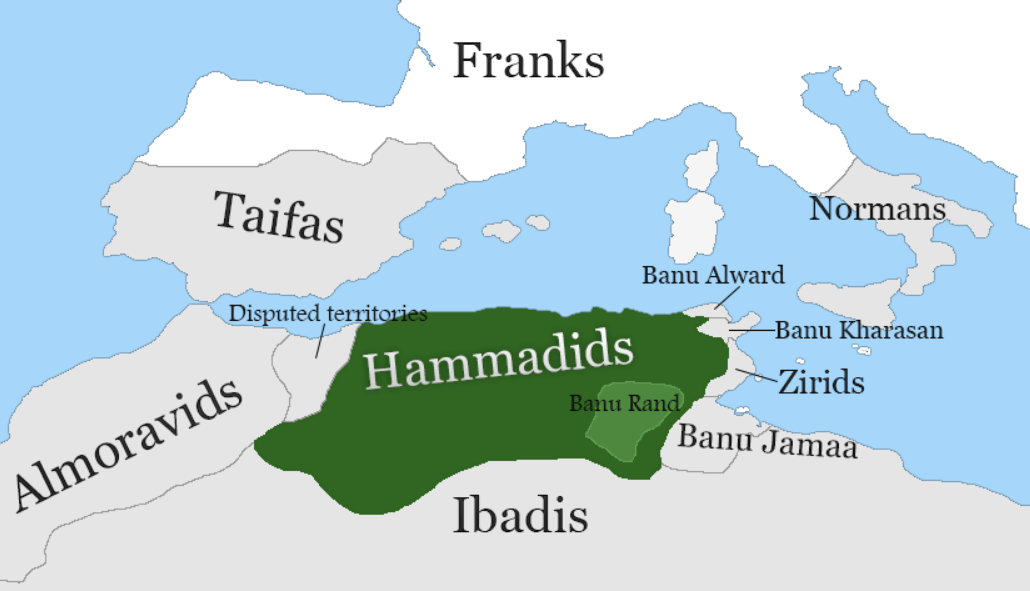
Володіння Ан-Насіра в 1088 році

Ан-Насір у 1077 році уклав мирну угоду з Зірідами, закріпленою шлюбом між Ан-Насіром та Балларою, донькою зірідського еміра Таміма ібн аль-Муїзза. Але у 1078 році таємно сприяв захопленню Кайруана бедуїнами Бану-хіляль. За цим почав розширення володінь на південь, зайнявши Садрату і Уарглу, звідки вигнав ібадитів.
Разом з тим до 1081 року Альморавіди захопили в Ан-Насіра західні міста Тенес, Тлемсен, Оран, Алжир. Втім до 1085 року за допомогою хіляль-атбаджі вдалося повернути Алжир та Оран. Проте невдовзі ті набули значну силу, захопивши область Ходна, де розташовувалася столиця Хаммадідів. Тому султан уклав союз з племен махух з конфедерації берберів-зенатів.
Помер Ан-Насір ібн Алнас 1088 року. Йому спадкував син Аль-Мансур ібн ан-Насір.